# 알키드
알키드 수지(Alkyd Resin)는 도료에 사용되는 수지 중 하나로, 지방산, 다가알코올, 다염기산의 에스터화 반응으로 생성된다. 지방산이 첨가된다는 점에서 폴리에스터 수지와 구분된다.

## 원료
- 지방산 (예 : 식물유)
- 다염기산 (예 : 무수프탈산, 무수말레인산)
- 다가알코올 (예 : 에틸렌 글라이콜, 다이에틸렌 글라이콜)

## 알키드 수지의 분류

### 유장에 따른 분류
수지에 포함된 지방산의 중량백분율(wt%)에 따른 유장(油長, Oil Length)으로 구분한다.
- Short oil (< 45%)
- Medium oil (45% ~ 55%)
- Long oil (> 55%)

### 지방산의 종류에 따른 분류
수지에 포함된 지방산의 불포화도에 대응하는 요오드 값에 따라 구분한다
- Drying (건성유) : > 140
- Semi-Drying (반건성유) : 125 ~ 140
- Non-Drying (불건성유) : < 125